# Justicia roseobracteata
Justicia roseobracteata är en akantusväxtart som beskrevs av Vollesen. Justicia roseobracteata ingår i släktet Justicia och familjen akantusväxter. Inga underarter finns listade i Catalogue of Life.